# Marino (stanice metra v Moskvě)
Marino (rusky Марьино) je stanice moskevského metra. Pojmenována byla podle přiléhající oblasti, které se roku 1960 připojila k ruské metropoli.

## Charakter stanice
Stanice se nachází na Ljublinské lince, je její jižní konečnou. Konstruována je jako hloubená, mělce založená (8 m pod povrchem). Nástupiště tvoří velká hala, která není podpírána sloupy, s monolitickým stropem. Stěny za nástupištěm jsou obložené tmavým mramorem a eloxovanými hliníkovými výlisky, podobnými jako v pražském metru na trase A. Na podlahu byla použita černá a šedá žula. Osvětlení zajišťují dvě řady lustrů, každý s šesti lampami. Ze stanice vedou dva výstupy do podzemních vestibulů. Stanice samotná byla otevřená 25. prosince 1996 v rámci II. fáze otevírání Ljublinské linky. Dále za ní měl navázat nový úsek, jeho výstavba je však v současnosti zastavena.